# Hakkóda
Hakkóda (japonsky: 八甲田山, Hakkóda-san) je pohoří sopečného původu, které leží asi 30 km na jih od města Aomori, prefektura Aomori, Japonsko. Nejvyšším vrcholem je hora Ódake vysoká 1585 m. Díky velkému množství sněhu je Hakkóda oblíbeným cílem turistů a lyžařů.

## Historie
V roce 1902 zde zahynulo ve sněhové bouři 199 z 210 vojáků Pátého pěšího pluku, kteří se při cvičení pokoušeli přejít pohoří Hakkóda.